# Wereldkampioenschap schaatsen allround kwalificatie 2006 (Azië)
De kwalificatietoernooien voor de wereldkampioenschappen schaatsen allround 2006 voor Azië (officieus ook wel aangeduid als de Continentale kampioenschappen schaatsen) werden op 29 en 30 december 2005 op de ijsbaan Heilongjiang Indoor Rink te Harbin, China gehouden.
Vanaf de editie van 1999 was het aantal deelnemers aan het WK Allround door de Internationale Schaatsunie (ISU) op 24 deelnemers per toernooi (mannen en vrouwen) vastgesteld. De startplaatsen werd voortaan per continent verdeeld. Voor Europa werd het EK Allround tevens het kwalificatietoernooi voor het WK Allround. Voor de lidstaten van de ISU in Azië en Noord-Amerika & Oceanië werd er speciaal een kwalificatietoernooi voor georganiseerd.
Op het WK Allround 2006 was het aantal startplaatsen bij de mannen voor Azië drie en bij de vrouwen vier.

## Mannentoernooi
Er namen twaalf mannen aan de zevende editie deel. Vier uit Japan, drie uit China en Kazachstan en twee uit Zuid-Korea. De Kazach Dmitri Babenko werd de zesde winnaar van dit toernooi. De drie startplaatsen gingen dit jaar naar Japan (2) en Kazachstan (1). De als derde geëindigde Kesato Miyazaki nam niet deel aan het WK Allround, zijn plaats werd door Takahiro Ushiyama ingenomen, die op dit kampioenschap ontbrak.

### Eindklassement
| Rang   | Schaatser        | Land       | Punten  | 500m       | 5000m        | 1500m        | 10.000m       |
| ------ | ---------------- | ---------- | ------- | ---------- | ------------ | ------------ | ------------- |
| Goud   | Dmitri Babenko   | Kazachstan | 158,604 | 38,86 (10) | 6.41,62 (1)  | 1.53,77 (2)  | 13.53,18 (1)  |
| Zilver | Naoki Yasuda     | Japan      | 160,023 | 38,44 (8)  | 6.51,47 (4)  | 1.54,04 (3)  | 14.08.47 (3)  |
| Brons  | Kesato Miyazaki  | Japan      | 160,427 | 39,20 (11) | 6.49,13 (2)  | 1.54,66 (6)  | 14.01,88 (2)  |
| 4      | Shingo Hashibami | Japan      | 160,761 | 38,07 (6)  | 6.50,91 (3)  | 1.56,95 (11) | 14.12,34 (4)  |
| 5      | Aleksej Beljajev | Kazachstan | 161,296 | 38,60 (9)  | 6.52,22 (5)  | 1.54,62 (5)  | 14.25,36 (6)  |
| 6      | Yeo Sang-yeop    | Zuid-Korea | 161,558 | 38,26 (7)  | 6.57,05 (7)  | 1.53,72 (1)  | 14.33,74 (7)  |
| 7      | Choi Kwun-won    | Zuid-Korea | 161,723 | 37,55 (2)  | 7.00,76 (9)  | 1.54,08 (4)  | 14.41,43 (9)  |
| 8      | Gao Xuefeng      | China      | 161,855 | 37,97 (5)  | 6.57,60 (8)  | 1.54,70 (7)  | 14.37,85 (8)  |
| 9      | Aleksej Zjigin   | Kazachstan | 163,099 | 37,78 (3)  | 7.03,17 (10) | 1.55,46 (8)  | 14.50,33 (10) |
| 10     | Hiroki Hirako    | Japan      | 164,011 | 40,42 (12) | 6.53,11 (6)  | 1.57,14 (12) | 14.24,68 (5)  |
| 11     | Cheng Yue        | China      | 165,004 | 37,87 (4)  | 7.07,59 (11) | 1.55,50 (9)  | 15.17,50 (12) |
| 12     | Zheng Jinze      | China      | 165,103 | 37,54 (1)  | 7.10,51 (12) | 1.56,68 (10) | 15.13,05 (11) |

Vet gezet is toernooirecord

## Vrouwentoernooi
Er namen tien vrouwen aan de zevende editie deel. Vier uit China en Japan en twee uit Zuid-Korea. De Chinese Wang Fei werd de derde winnares van dit toernooi. De vier startplaatsen gingen dit jaar naar Japan (3) en China (1). De als vierde geëindigde Hiromi Otsu nam niet deel aan het WK Allround, haar plaats werd door Maki Tabata ingenomen, die op dit kampioenschap ontbrak.

### Eindklassement
| Rang   | Schaatsster    | Land       | Punten  | 500m       | 3000m        | 1500m        | 5000m       |
| ------ | -------------- | ---------- | ------- | ---------- | ------------ | ------------ | ----------- |
| Goud   | Wang Fei       | China      | 168,211 | 39,94 (1)  | 4.16,23 (1)  | 2.02,16 (1)  | 7.28,46 (3) |
| Zilver | Eriko Ishino   | Japan      | 169,585 | 41,55 (4)  | 4.17.08 (2)  | 2.03,06 (2)  | 7.21,69 (1) |
| Brons  | Eriko Seo      | Japan      | 171,839 | 41,87 (7)  | 4.21,44 (4)  | 2.05,67 (7)  | 7.25,06 (2) |
| 4      | Hiromi Otsu    | Japan      | 171,933 | 41,86 (6)  | 4.19,94 (3)  | 2.05,01 (5)  | 7.30,80 (4) |
| 5      | Ji Jia         | China      | 172,029 | 40,45 (2)  | 4.25,70 (8)  | 2.03,53 (3)  | 7.41,20 (6) |
| 6      | Xu Jinjin      | China      | 172,341 | 40,89 (3)  | 4.23,38 (7)  | 2.03,91 (4)  | 7.42,52 (7) |
| 7      | Noh Seon-yeong | Zuid-Korea | 173,847 | 42,40 (10) | 4.23,18 (6)  | 2.05,53 (6)  | 7.37,41 (5) |
| 8      | Fu Chunyan     | China      | 175,580 | 41,99 (8)  | 4.27,23 (9)  | 2.07,48 (10) | 7.45,59 (8) |
| NC9    | Nami Nemoto    | Japan      | 127,781 | 41,58 (5)  | 4.22,91 (5)  | 2.07,15 (9)  | -           |
| NC10   | Baek Eun-bi    | Zuid-Korea | 129,342 | 42,37 (9)  | 4.27,82 (10) | 2.07,01 (8)  | -           |

Vet gezet is toernooirecord